# Шазеј (Нијевр)
Шазеј (фр. Chazeuil) насеље је и општина у источном делу централне Француске у региону Бургоња, у департману Нијевр која припада префектури Кламси.
По подацима из 2011. године у општини је живело 54 становника, а густина насељености је износила 11,71 становника/km². Општина се простире на површини од 4,61 km². Налази се на средњој надморској висини од 295 метара (максималној 382 m, а минималној 227 m).

## Демографија
| 1962. | 1968. | 1975. | 1982. | 1990. | 1999. | 2011. |
| ----- | ----- | ----- | ----- | ----- | ----- | ----- |
| 59    | 66    | 73    | 54    | 39    | 51    | 54    |

График промене броја становника у току последњих година